# Agaeocera
Agaeocera es un género de escarabajos de la familia Buprestidae.
Contiene las siguientes especies:
- Agaeocera gentilis (Horn, 1885)
- Agaeocera gigas (Gory & Laporte, 1839)
- Agaeocera scintillans Waterhouse, 1882